# ثريا محمد
ثريا محمد الدغيدي (مواليد 16 يوليو 1995)، لاعبة كرة سلة مصرية تلعب في مركز مدافع مسدد الهدف في النادي الأهلي ومنتخب مصر.